# Big Apple (Club)
Das Big Apple war von 1963 bis 1975 eine Diskothek im Münchner Stadtteil Schwabing und bildete während der Swinging Sixties zusammen mit dem PN hit-house das Zentrum der süddeutschen Beat- und Rockkultur.

## Geschichte
Das Big Apple eröffnete im Jahr 1963 wenige Monate nach den Schwabinger Krawallen in der Leopoldstraße 23 im damaligen Münchner Szenestadtteil Schwabing. Beeinflusst durch die afroamerikanische Kultur der amerikanischen Stationierungstruppen wurde im Big Apple zunächst vorwiegend Soulmusik aufgelegt. Der erste DJ des Clubs war der spätere  Moderator und Musikredakteur beim Bayerischen Rundfunk Jürgen Herrmann.
Später fanden in der anfangs reinen Diskothek auch Konzerte statt, wofür Biertische zusammengeschnürt wurden und als Bühne dienten. Zu den ersten Bands die Liveauftritte im Big Apple absolvierten gehörten unter anderem The Yardbirds, The Spencer Davis Group, The Animals oder Deep Purple. Die Hausband des Clubs war Amon Düül, die immer montags mit ihrer eigenen PA-Anlage spielte. Das Publikum des Clubs setzte sich aus Studenten, jungen Angestellten und GIs zusammen.
Im November 1966 absolvierten der damals noch unbekannte Jimi Hendrix und seine Band The Jimi Hendrix Experience im Big Apple ihre ersten Auftritte in Deutschland. Hier machte Hendrix eine Show-Erfahrung, die ihn fortan prägen sollte: Beim Versuch, panisch einem frenetischen Publikum zu entkommen, welches ihn von der Bühne gezogen hatte, zertrümmerte er seine Gitarre erstmals in einer Sound-Explosion auf der Bühne, was vom Publikum als Teil der Show wahrgenommen wurde. Als Hendrix’ Manager Chas Chandler die Reaktion des Publikums beobachtete, entschied er, die Gitarrenzerstörung künftig als Markenzeichen der Band in die Show mit einzubauen.
Zum inneren Kreis des Clubs gehörte auch Uschi Obermaier, die später in ihrem Buch „High Times. Mein wildes Leben“ über die zahlreichen, wilden Nächte in ihrem Stammlokal schrieb. Im Big Apple lernten sich Jimi Hendrix und Obermaier kennen und gingen eine Liebesaffäre ein.
In den 1970er Jahren wurde das Big Apple schließlich zur Promi-Diskothek mit Stammgästen wie Uschi Glas oder Dolly Dollar.

## Zitate
„Amylnitrate – da flog einem das Hirn weg. Wir standen zu zweit im Klohäuschen im BIG APPLE und schnieften an diesen Dingern, bis wir taumelten. Dann ging's wieder raus auf die Tanzfläche. Uns war alles recht, um mit dem Kopf in den Wolken zu sein oder uns ganz auszuklinken, und einmal bin ich stangengerade auf der Tanzfläche umgefallen. Aber da gehörte ich schon zum Stammpublikum. [...] Wenn ich einen Abend nicht im BIG APPLE war, dachte ich, ich hätte den Lauf der Welt verpasst oder die Welt mich für immer vergessen. Ich habe keines von den Konzerten ausgelassen.“